# Cratomus cancellatus
Cratomus cancellatus is een vliesvleugelig insect uit de familie Pteromalidae. De wetenschappelijke naam is voor het eerst geldig gepubliceerd in 1916 door Cockerell.